# Hasta la vista (chanson d'Olexandr Ponomariov)
Pour l’article homonyme, voir Hasta la vista.
Chansons représentant l'Ukraine au Concours Eurovision de la chanson
Wild Dances
(2004)
Hasta la vista est la chanson représentant l'Ukraine au Concours Eurovision de la chanson 2003. Elle est interprétée par Oleksandr Ponomariov. Il s'agit de la première participation de l'Ukraine au Concours Eurovision de la chanson.
La chanson est la seizième de la soirée, suivant Cry Baby interprétée par Jemini pour le Royaume-Uni et précédant Never Let You Go interprétée par Mando pour la Grèce.
À la fin des votes, elle obtient 30 points et prend la quatorzième place sur vingt-six participants.

## Source de la traduction
- (en) Cet article est partiellement ou en totalité issu de l’article de Wikipédia en anglais intitulé « Hasta la Vista (Oleksandr Ponomaryov song) » (voir la liste des auteurs).